# Port lotniczy Kalinino
Port lotniczy Kalinino (ICAO: UD19) – port lotniczy położony w mieście Taszir (dawniej Kalinino). Jest szóstym co do wielkości portem lotniczym w Armenii.